# 奥兰迪亚
奥兰迪亚是巴西圣保罗州的一个市镇。总面积296.431平方公里，总人口38025人，人口密度128.3人/平方公里。